# بالدوين الخامس، كونت فلاندرز
بالدوين الخامس (أراس؛ 19 أغسطس 1012 - 1 سبتمبر 1067؛ليل)، كان كونت فلاندرز منذ 1035 حتى وفاته، كان أبن بالدوين الرابع.
أيضا شارك بين عامي 1060-1067 في الوصاية مع آن من كييف على طفل فيليب الأول ملك فرنسا.